# Ricardo Nascimento (football, 1987)
Pour les articles homonymes, voir Ricardo Nascimento.
Ricardo Nascimento, né le 7 février 1987 à Ilhéus est un footballeur brésilien. Il évolue au poste de défenseur central ou de latéral gauche, dans le Championnat d'Afrique du Sud sous les couleurs du Mamelodi Sundowns.

## Biographie
Il réalise ses débuts professionnels à la Sociedade Esportiva Palmeiras, mais ne dispute aucun match avec l'équipe de São Paulo. En 2008, il rejoint l'Olé Brasil. Dès la saison suivante, il commence sa « carrière » de joueur prêté : il commence par un prêt au Futebol Clube de Penafiel qui évolue en première division portugaise, suivie par un autre au Portimonense SC. 
Il retourne ensuite au Brésil, avant de partir en Roumanie, encore une fois sous forme de prêt, à l'AFC Astra Giurgiu. La saison suivante, il retrouve le Portimonense SC, suivi par un prêt au Moreirense Futebol Clube. La saison suivante, il retrouve le Portimonense SC. 
En 2014, malgré plusieurs propositions de clubs étrangers, il retrouve la Primeira Liga en rejoignant les rangs de l'Académica de Coimbra, une nouvelle fois sous forme de prêt pour une durée de 2 ans.

## Statistiques

### Synthèse
| Saison                | Club                  | Championnat              | Championnat | Championnat | Coupe(s) nationale(s) | Coupe(s) nationale(s) | Total | Total |
| Saison                | Club                  | Division                 | M.          | B.          | M.                    | B.                    | M.    | B.    |
| 2008                  | Palmeiras             | Campeonato Paulista      | 0           | 0           | 0                     | 0                     | 0     | 0     |
| 2008                  | Palmeiras             | Brasileirão              | 0           | 0           | 0                     | 0                     | 0     | 0     |
| Sous-total            | Sous-total            | Sous-total               | 0           | 0           | 0                     | 0                     | 0     | 0     |
| 2009                  | Olé Brasil FC         | Paulista Segunda Divisão | -           | -           | -                     | -                     | 0     | 0     |
| Sous-total            | Sous-total            | Sous-total               | 0           | 0           | 0                     | 0                     | 0     | 0     |
| 2009-2010             | FC Penafiel           | Segunda Liga             | 23          | 2           | 1                     | 0                     | 24    | 2     |
| Sous-total            | Sous-total            | Sous-total               | 23          | 2           | 1                     | 0                     | 24    | 2     |
| 2010                  | Olé Brasil FC         | Paulista Segunda Divisão | -           | -           | -                     | -                     | 0     | 0     |
| Sous-total            | Sous-total            | Sous-total               | 0           | 0           | 0                     | 0                     | 0     | 0     |
| 2010-2011             | Portimonense SC       | Primeira Liga            | 13          | 0           | 0                     | 0                     | 13    | 0     |
| Sous-total            | Sous-total            | Sous-total               | 13          | 0           | 0                     | 0                     | 13    | 0     |
| 2011                  | Comercial FC          | Paulista Série A2        | -           | -           | -                     | -                     | 0     | 0     |
| Sous-total            | Sous-total            | Sous-total               | 0           | 0           | 0                     | 0                     | 0     | 0     |
| 2011-2012             | AFC Astra Giurgiu     | Liga I                   | 9           | 0           | 0                     | 0                     | 9     | 0     |
| Sous-total            | Sous-total            | Sous-total               | 9           | 0           | 0                     | 0                     | 9     | 0     |
| 2012-2013             | Portimonense SC       | Segunda Liga             | 33          | 2           | 0                     | 0                     | 33    | 2     |
| Sous-total            | Sous-total            | Sous-total               | 33          | 2           | 0                     | 0                     | 33    | 2     |
| 2013-2014             | Moreirense FC         | Segunda Liga             | 40          | 3           | 5                     | 0                     | 45    | 3     |
| Sous-total            | Sous-total            | Sous-total               | 40          | 3           | 5                     | 0                     | 45    | 3     |
| 2014-2015             | Académica             | Primeira Liga            | 31          | 0           | 4                     | 0                     | 35    | 0     |
| 2015-2016             | Académica             | Primeira Liga            | 25          | 1           | 1                     | 0                     | 26    | 1     |
| Sous-total            | Sous-total            | Sous-total               | 56          | 1           | 5                     | 0                     | 61    | 1     |
| 2016-2017             | Mamelodi Sundowns FC  | PSL                      | 20          | 1           | 3                     | 0                     | 23    | 1     |
| 2017-2018             | Mamelodi Sundowns FC  | PSL                      | 9           | 2           | 0                     | 0                     | 9     | 2     |
| Sous-total            | Sous-total            | Sous-total               | 29          | 3           | 3                     | 0                     | 32    | 3     |
| Total sur la carrière | Total sur la carrière | Total sur la carrière    | 203         | 11          | 14                    | 0                     | 217   | 11    |

### Bilan
Arrêtées à l'issue de la saison 2015-2016
- 69 matchs et 1 but en 1re division portugaise
- 9 matchs et 0 but en 1re division roumaine
- 96 matchs et 7 buts en 2e division portugaise

## Palmarès
- Champion du Portugal de D2 en 2014 avec le Moreirense FC